# Keshad Johnson

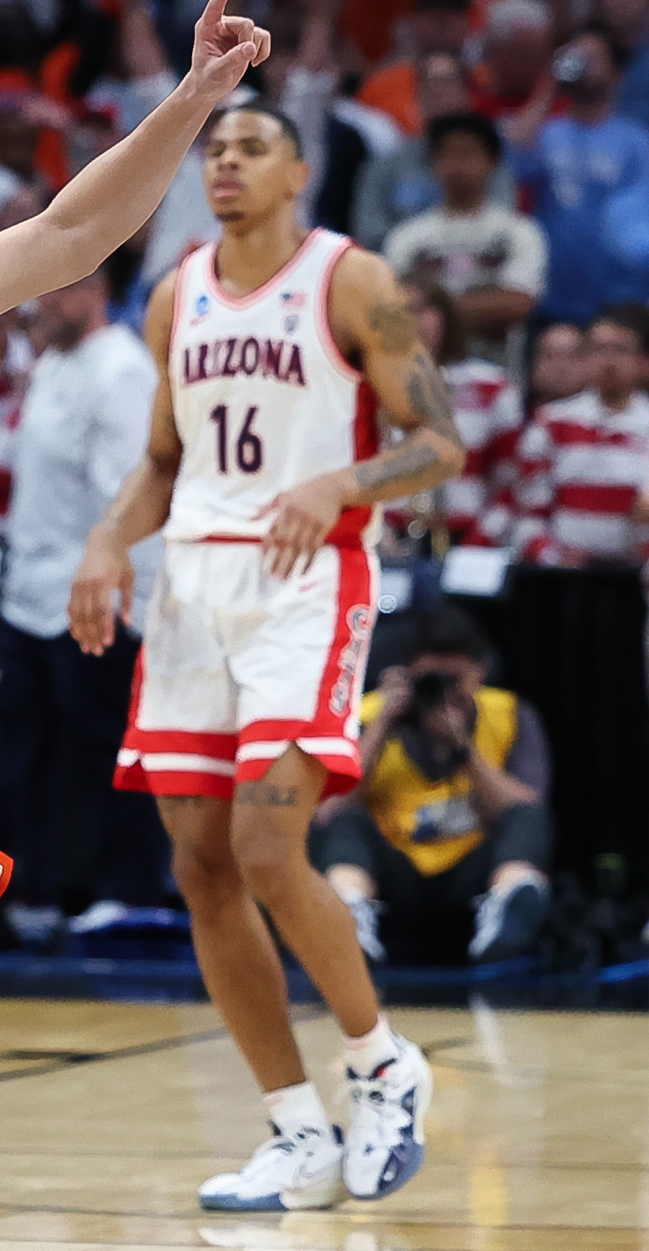
Keshad Johnson, 2024.

Keshad R. Johnson, född 23 juni 2001 i Oakland i Kalifornien, är en amerikansk professionell basketspelare (SF) som spelar för Miami Heat i National Basketball Association (NBA).
Han blev aldrig NBA-draftad.
Innan Johnson blev proffs studerade han först vid San Diego State University och spelade för universitetets idrottsförening San Diego State Aztecs. Johnson blev senare överförd till University of Arizona för spel i Arizona Wildcats.